# Gnatholepis ophthalmotaenia
Gnatholepis ophthalmotaenia is een straalvinnige vissensoort uit de familie van de grondels (Gobiidae). De wetenschappelijke naam van de soort is voor het eerst geldig gepubliceerd in 1854 door Bleeker.